# Hamana serrella
Hamana serrella är en insektsart som beskrevs av Delong och Freytag 1966. Hamana serrella ingår i släktet Hamana och familjen dvärgstritar. Inga underarter finns listade i Catalogue of Life.